# Britischer Friedhof (Funchal)

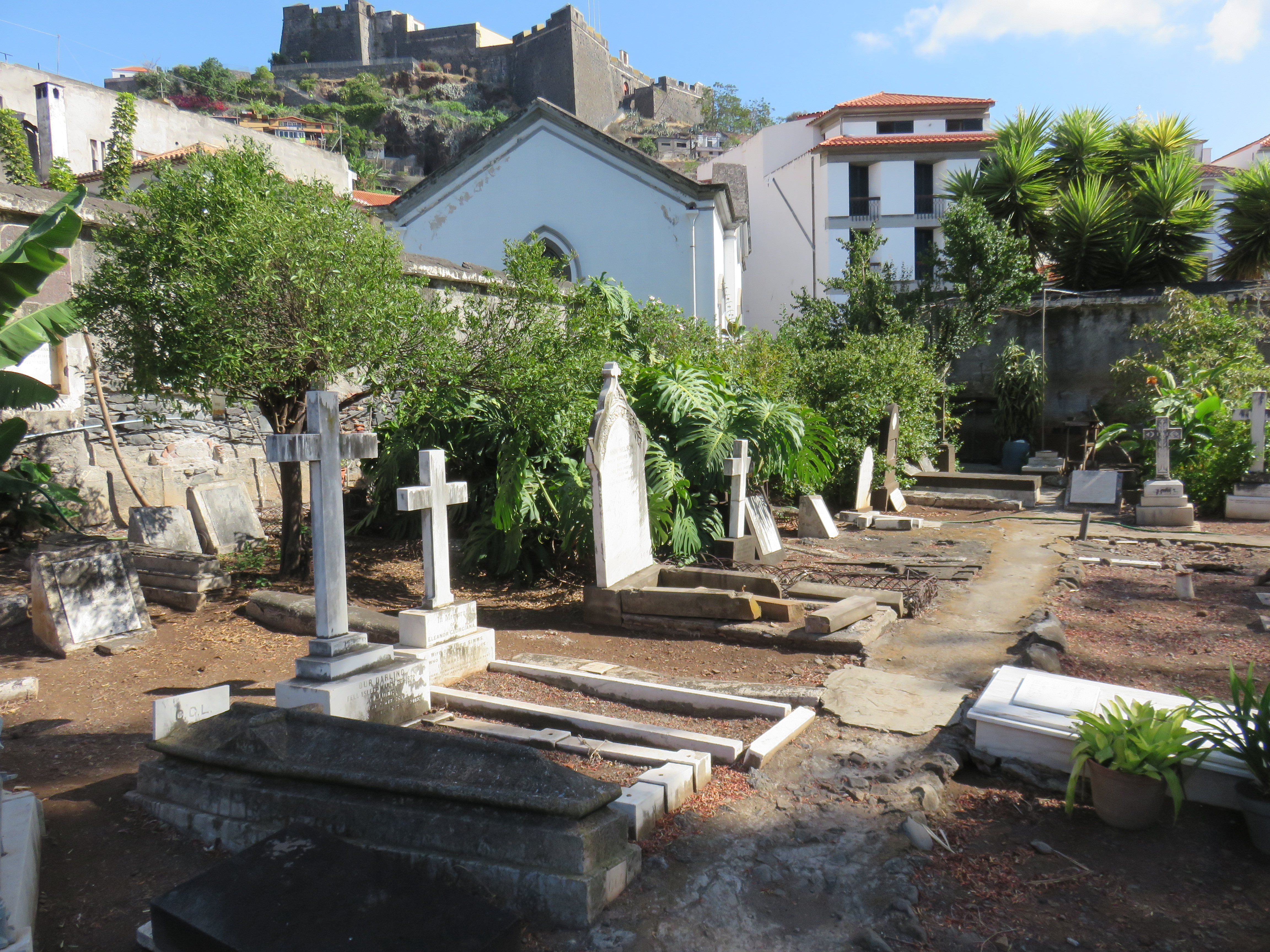
Anlage und Gräber auf dem Friedhof (2019)

Der Britische Friedhof in Funchal (portug.: Cemitério Britânico) ist der Friedhof der anglikanischen Gemeinde auf der portugiesischen Insel Madeira und geht auf das Jahr 1777 zurück. Zudem war er der Begräbnisplatz für nicht-katholische Christen auf Madeira.

## Lage
Der Friedhof befindet sich an der Südküste von Madeira und liegt in der Inselhauptstadt Funchal. Dort zählt sie administrativ zur Gemeinde (Freguesia) Sé im Kreis Funchal. Zum Zeitpunkt der Errichtung lag er gerade außerhalb der Stadtmauern, heute liegt er im historischen Zentrum der Stadt nahe dem größten Einkaufszentrum der Stadt. Der Eingang befindet sich in der Rua da Carreira 235.

## Geschichte

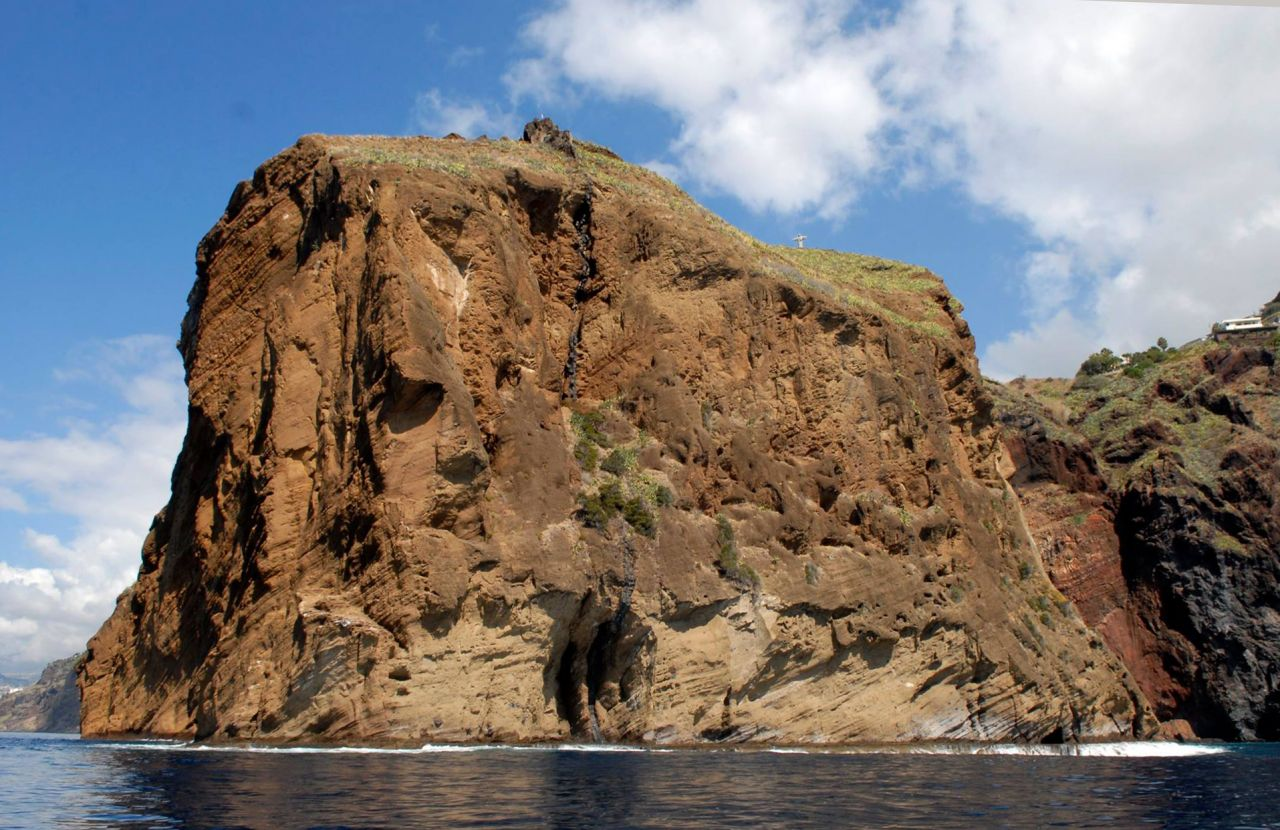
Ponta do Garajau (2015)

Der Ursprung des Friedhofs geht auf das Jahr 1777 zurück. Bis dahin durften auf der Insel Nichtkatholiken nicht auf einem der katholischen Friedhöfe begraben werden. Stattdessen erhielten sie eine Seebestattung, indem man die Leichen von dem Felsvorsprung der zwischen Funchal und Caniço liegenden Ponta da Garajau ins Meer warf. An dieser Stelle wurde in den 1920er Jahren die Cristo Rei-Statue errichtet.
Ab 1760 versuchte die anglikanische Gemeinde eine Genehmigung zum Bau eines Friedhofs in Funchal zu erwirken. 1777 wurde die Kaufurkunde über ein Grundstück außerhalb der Stadtmauern unterzeichnet und 1778 konnte der Besitz beim Stadtrat registriert werden. Die erste Bestattung war bereits 1772 erfolgt, als Mrs. Shipcote, die Frau eines Wirts, beigesetzt wurde. Der älteste erhaltene Grabstein stammt aus dem Jahr 1806, der für den britischen Kaufmann James Murdoch errichtet wurde.
Während der Napoleonischen Kriege wurde ein eigener Bereich für die Beerdigung britischer Soldaten geschaffen. Nachdem der 1777 erworbene „Alte Friedhof“ belegt, war, wurde ab 1809 auch der militärische Teil für zivile Bestattungen genutzt und als „Neuer Friedhof“ bezeichnet. Als beide Gräberfelder 1851 überfüllt waren, wurde 1852 ein neues Grundstück erworben und „Mittlerer Friedhof“ benannt. 1854 wurde zudem ein kleines Gebäude errichtet, das 1861 zu einer Totenkapelle umgebaut wurde.
1887 trat die Stadt Funchal an die Kirchgemeinde heran, da der Platz des ersten Friedhofs für den Straßenbau benötigt wurde, und bot einen Ersatzplatz neben dem „Mittleren Friedhof“ an. Die im ältesten Teil des Friedhofs gelegenen Gräber wurden in den „Neuen Friedhof“ verlegt, Überreste nicht namentlich gekennzeichneter Gräber wurden in einem Gemeinschaftsgrab beigesetzt, das mit einem Obelisken versehen wurde. Der Eingang des Friedhofs wurde an die heutige Position in der Rua da Carreira 235 verlegt.
Während des Ersten Weltkrieges wurden auf dem Friedhof drei Seeleute der britischen Royal Navy und während des Zweiten Weltkrieges drei Seeleute von deutschen U-Booten torpedierter britischer Handelsschiffe bestattet. Es ist davon auszugehen, dass im Zweiten Weltkrieg auch Verstorbene unter den 2000 aus Gibraltar evakuierten britischen Staatsbürgern auf dem Friedhof beigesetzt wurden. Auch nach dem Krieg wurden auf dem Friedhof weitere Bestattungen vorgenommen.

## Beigesetzte Persönlichkeiten
- Cecil Buckley (1828–1872), brit. Marineoffizier und 1875 erster Träger des Victoria Cross
- Evelyn Everett-Green (1856–1932), britische Romancière
- Sara Forbes Bonetta (1843–1880), Mündel und Patentochter von Königin Victoria
- Paul Langerhans (1847–1888), deutscher Mediziner
- George Oruigbiji Pepple (ca. 1849–1888), Herrscher des Königreiches Bonny im heutigen Nigeria
- William Reid (1822–1888), Gründer des Hotels Reid’s Palace